# Marta Martínez Abellán
Pour les articles homonymes, voir Marta Martínez et Martinez.
Marta Martínez Abellán, née le 21 avril 1988 à Murcie, est une coureuse de fond espagnole spécialisée en skyrunning. Elle est championne d'Europe de SkyRace 2023.

## Biographie
Pratiquant la course à pied de manière sporadique comme loisir, Marta Martínez fait ses débuts en compétition sur le tard.
Le 24 avril 2022, elle réalise une solide course lors du CAMOVI comptant comme championnats d'Espagne de course en montagne de la FEDME. Elle s'offre la médaille de bronze derrière Patricia Pineda et Núria Gil. Elle enchaîne sa saison avec plusieurs podiums en Coupe d'Espagne de course en montagne de la FEDME et remporte le classement général.
Le 19 mars 2023, elle s'inscrit à la dernière minute à la Carrera Alto Sil. Elle crée la surprise en menant la course devant la favorite Belén Pérez. Elle creuse l'écart en tête et s'impose avec plus de vingt minutes d'avance sur cette dernière. Le 16 juillet, elle prend le départ de l'épreuve de SkyRace aux championnats d'Europe de skyrunning à Gusinje. Elle s'empare rapidement des commandes de la course aux côtés de Bélen Pérez. Les deux Espagnoles perdent des places lors du premier ravitaillement mais Marta Martínez parvient à garder le contact avec la groupe de tête tandis que Bélen Pérez chute au classement. À mi-parcours, Marta Martínez remonte en tête où elle lutte avec la Française Olivia Magnone. Elle parvient à faire la différence en fin de course et remporte le titre avec quatre minutes d'avance sur la Française.

## Palmarès
| no   | féminin            | Course                                        | Longueur | Départ          | Temps           |
| ---- | ------------------ | --------------------------------------------- | -------- | --------------- | --------------- |
| 60e  | Médaille de bronze | CAMOVI                                        | 42 km    | 24 avril 2022   | 4 h 18 min 50 s |
| 11e  | Médaille d'or      | Carrera Alto Sil                              | 35 km    | 19 mars 2023    | 3 h 32 min 35 s |
| 25e  | Médaille d'or      | Championnats d'Europe de skyrunning - SkyRace | 30 km    | 16 juillet 2023 | 4 h 0 min 17 s  |
| 11e  | Médaille d'or      | Carrera Alto Sil                              | 33 km    | 17 mars 2024    | 4 h 14 min 14 s |
| 87e  | Médaille de bronze | Zegama-Aizkorri                               | 42,2 km  | 26 mai 2024     | 4 h 35 min 39 s |
| 19e  | Médaille d'argent  | Transgrancanaria Half                         | 21 km    | 20 février 2025 | 2 h 6 min 19 s  |
| 27e  | Médaille d'or      | Acantilados del Norte Skyrace                 | 29 km    | 22 mars 2025    | 3 h 2 min 6 s   |
| 103e | Médaille de bronze | Skyrace des Matheysins                        | 25 km    | 20 avril 2025   | 3 h 2 min 4 s   |